# 杨昌文
杨昌文（1908年1月23日—2018年9月14日），中国贵州铜仁县大江口闵孝镇中练村上练寨组人，抗战时期军人，担任中尉连长，参加过南京保卫战、山西晋城保卫战等战役。因与其他士兵于一天之内击落日军32架战机，获一等功。2015年获中国人民抗日战争胜利70周年纪念勋章。

## 簡历
楊昌文於1908年1月23日出生在贵州省铜仁县一個農民家庭。1929年2月，贵州省贵阳警察学校成立，面向全省招收学员，杨昌文被推荐到贵阳警察学校培训。八个月后培训结业，杨昌文回到家乡被任命为闵家场常备教练队队长。
1934年，杨昌文参加河南保安四团。1937年加入国民革命军71军87师518团1营1连，任副班长。后来擔任国民革命军71军军部特务连长。
1937年7月7日，日本挑起卢沟桥事变，发动了全面侵华战争。两个月后，日军向当时的中华民国首都南京发起攻势，並派遣飞机在南京轟炸。杨昌文所在的87师518团参加了南京保卫战。
1937年12月9日起，日本调集大批飞机大炮對南京实施更为密集的轰炸。12月中旬一个黎明，日本飞机成扇型向87师518团1营1连防御区飛來，杨昌文和其他士兵一天打下日军96式攻击机、舰载三菱96式4号战斗机和97式舰载鱼雷攻击机共36架。
后來，杨昌文离开部队回家务农，育有1子1女及7个孫子。2015年获中国人民抗日战争胜利70周年纪念勋章。
2018年9月14日逝世于贵州省铜仁市江口县闵孝镇中练村的老家中，享年110岁234天。